# Dendrographa alectoroides
Dendrographa alectoroides är en lavart som beskrevs av Sundin & Tehler. Dendrographa alectoroides ingår i släktet Dendrographa och familjen Roccellaceae.   Inga underarter finns listade i Catalogue of Life.